# Herfstvakantie
De herfstvakantie is een schoolvakantie van één week, maar duurt in Franstalig België sinds 2022 twee weken. In België valt deze allerheiligenvakantie in de week van Allerheiligen of in de week daarop als 1 november op een zondag valt. In het Franstalig onderwijs begint de vakantie sinds schooljaar 2022-2023 de week voordien al. 
In Nederland valt deze astervakantie doorgaans  in oktober. Door de vakantiespreiding hebben niet alle kinderen in Nederland tegelijk vakantie. De data van de korte vakanties (herfst en voorjaar) zijn adviesdata waarvan de school mag afwijken als het in de schoolgids staat vermeld. 
Vroeger kon deze vakantie op het platteland gecombineerd worden met het landbouwverlof om mee te werken op het ouderlijk bedrijf. Omdat in deze periode aardappelen gerooid werden, werd deze vakantie aan het begin van de 20e eeuw aardappelvakantie genoemd. In 1959 werd het landbouwverlof afgeschaft.
Halloween valt in veel regio's in de herfstvakantie, pretparken werken rond dit thema  en trekken hierdoor extra bezoekers. De herfstvakantie is steeds populairder geworden voor (buitenlandse) reizen. In de landen rond de Middellandse Zee is de grote hitte van de zomermaanden voorbij, maar is het klimaat nog zachter dan in Nederland of België. Terwijl het toeristische seizoen van touroperators steeds liep tot eind oktober, wordt dit hierdoor vaker verlengd tot na de herfstvakantie.